# Liste des US Routes en Pennsylvanie
Les US Routes en Pennsylvanie font partie du réseau des US Routes. Celles-ci sont entretenues par le Pennsylvania Department of Transportation (PennDOT).

## Liste
| Numéro | Longueur (mi) | Longueur (km) | Terminus sud / ouest                                                   | Terminus nord / est                                              | Créée | Notes                                                     |
| ------ | ------------- | ------------- | ---------------------------------------------------------------------- | ---------------------------------------------------------------- | ----- | --------------------------------------------------------- |
| US 1   | 81,00         | 130,00        | US 1 à la frontière du Maryland près de Nottingham                     | US 1 à la frontière du New Jersey à Morrisville                  | 1926  |                                                           |
| US 6   | 403,00        | 649,00        | US 6 à la frontière de l'Ohio près de Pymatuning North                 | US 6 / US 209 à la frontière de l'État de New York à Matamoras   | 1926  |                                                           |
| US 6N  | 28,00         | 45,00         | US 20 à Springfield Township                                           | US 6 / US 19 à LeBoeuf Township                                  | 1935  |                                                           |
| US 11  | 248,00        | 399,00        | US 11 à la frontière du Maryland à State Line                          | US 11 à la frontière de l'État de New York à Great Bend          | 1926  |                                                           |
| US 13  | 49,00         | 79,00         | US 13 à la frontière du Delaware à Marcus Hook                         | US 1 à Falls Township                                            | 1926  |                                                           |
| US 15  | 195,00        | 314,00        | US 15 à la frontière du Maryland près de Gettysburg                    | US 15 à la frontière de l'État de New York près de Lawrenceville | 1926  |                                                           |
| US 19  | 188,00        | 303,00        | US 19 à la frontière de la Virginie-Occidentale à Perry Township       | US 20 à Érié                                                     | 1925  |                                                           |
| US 20  | 45,00         | 72,00         | US 20 à la frontière de l'Ohio près de West Springfield                | US 20 à la frontière de l'État de New York près de North East    | 1926  |                                                           |
| US 22  | 338,00        | 544,00        | US 22 à la frontière de la Virginie-Occidentale à Hanover Township     | US 22 à la frontière du New Jersey à Easton                      | 1926  |                                                           |
| US 30  | 324,00        | 521,00        | US 30 à la frontière de la Virginie-Occidentale à Greene Township      | I-676 / US 30 à la frontière du New Jersey à Philadelphie        | 1913  |                                                           |
| US 40  | 83,00         | 134,00        | US 40 à la frontière de la Virginie-Occidentale à Donegal Township     | US 40 à la frontière du Maryland à Addison Township              | 1926  |                                                           |
| US 62  | 119,00        | 192,00        | US 62 à la frontière de l'Ohio à Sharon                                | US 62 à la frontière de l'État de New York à Pine Grove Township | 1932  |                                                           |
| US 119 | 133,00        | 214,00        | US 119 à la frontière de la Virginie-Occidentale à Springhill Township | US 219 à Sandy Township                                          | 1926  |                                                           |
| US 202 | 59,00         | 95,00         | US 202 à la frontière du Delaware à Bethel Township                    | US 202 à la frontière du New Jersey près de New Hope             | 1935  |                                                           |
| US 206 | 0,40          | 0,64          | US 209 à Milford                                                       | US 206 à la frontière du New Jersey près de Milford              | 1934  |                                                           |
| US 209 | 146,00        | 235,00        | PA 147 à Millersburg                                                   | US 6 / US 209 à la frontière de l'État de New York à Matamoras   | 1926  |                                                           |
| US 219 | 207,00        | 333,00        | US 219 à la frontière du Maryland près de Salisbury                    | US 219 à la frontière de l'État de New York près de Bradford     | 1926  |                                                           |
| US 220 | 248,00        | 399,00        | US 220 à la frontière du Maryland à Cumberland Valley Township         | I-86 / NY 17 à South Waverly                                     | 1926  | La NY 17 entre brièvement en Pennsylvanie à South Waverly |
| US 222 | 90,00         | 140,00        | US 222 à la frontière du Maryland à Fulton Township                    | I-78 / PA 222 / PA 309 à Dorneyville                             | 1926  |                                                           |
| US 224 | 10,00         | 16,00         | US 224 à la frontière de l'Ohio à Mahoning Township                    | PA 18 à New Castle                                               | 1933  |                                                           |
| US 322 | 370,00        | 600,00        | US 322 à la frontière de l'Ohio près de Pymatuning South               | US 322 à la frontière du New Jersey à Chester                    | 1926  |                                                           |
| US 422 | 113,00        | 182,00        | US 422 à la frontière de l'Ohio à Pulaski Township                     | US 219 à Cambria Township                                        | 1926  |                                                           |
| US 422 | 88,00         | 142,00        | US 322 à Derry Township                                                | US 202 à Tredyffrin Township                                     | 1927  |                                                           |
| US 522 | 128,00        | 206,00        | I-70 / US 522 à la frontière du Maryland près de Warfordsburg          | US 11 / US 15 à Selinsgrove                                      | 1943  |                                                           |
|        |               |               |                                                                        |                                                                  |       |                                                           |